# Wang (Jingtai)
Wang, född 1420, död 1507, var en kinesisk kejsarinna, gift med Jingtai-kejsaren. 
Hon gifte sig med prins Jingtai år 1449. Senare samma år besteg hennes make tronen sedan hans bror tillfångatagits av mongolerna, och hon fick i egenskap av hans huvudhustru titeln kejsarinna. 
Hon fick två döttrar men ingen son och tronarvinge. Makens bihustru son utsågs år 1452 till tronarvinge, vilket ledde till att tronarvingens mor fick titeln kejsarinna och Wang förvisades från den förbjudna staden. Hon levde sedan ett diskret privatliv utanför hovet. 
År 1457 återvände hennes exmans bror från mongolisk fångenskap. Hennes exmake avrättades och hans hustrur och konkubiner fick order om att begå självmord. Wang  undantogs från denna order, möjligen för att hon hade gömt den nye kejsarens son, den senare Chenghua-kejsaren undan sin make. 